# Bodham
Bodham är en ort och civil parish i Storbritannien.   Den ligger i grevskapet Norfolk och riksdelen England, i den sydöstra delen av landet, 180 km nordost om huvudstaden London. Bodham ligger 75 meter över havet och antalet invånare är 435.
Terrängen runt Bodham är platt. Havet är nära Bodham åt nordost. Runt Bodham är det ganska tätbefolkat, med 104 invånare per kvadratkilometer. Närmaste större samhälle är Sheringham, 4,2 km nordost om Bodham. Trakten runt Bodham består till största delen av jordbruksmark.